# 巴布蘭與沙魯某遮
巴布蘭（排灣語：Boaroran）與沙魯某遮（Saljumudje），是台灣排灣族來義部落神話中的部落頭目家族邏發尼耀（Lovaniyau）家和箕模族的祖神。

## 神話

### 出生與後代
據說在太古時期，太陽降臨大地、生下了兩顆蛋，後來巴布蘭（男）和沙魯某遮（女）分別從其中出生。他們後來結婚、生下了Jasaban（男）、Ajayop（男）、Garijiritsi（女）、Kariruru（女），但他們的樣子都很畸形、眼睛還長在腳趾大拇指的尖端，兩人知道這是因為近親婚姻造成的結果，因此讓下一代以堂兄妹的方式結婚、並且將血親關係越拉越遠，而後代的眼睛也逐漸上移到了膝蓋、最後在第四代成為現在普通人的樣子。

### 遷移
兩人的後代因為人口越來越多，便在邏發尼耀家的帶領之下遷移到山下的佳基拉但安（Djadjulatan）平地定居，但隨即被一群兇猛的蝦群攻擊，牠們掀起了大洪水，迫使族人逃到舊丹林（Tanasyu）和古物（Qobu）地區（兩地都位於今來義鄉或附近地區），後來某一天古物地區的族人外出打獵時，狗在Rai地區舊賴著不走了，認為狗有靈性的族人因此就地定居，建立了舊來義部落（Chialjaavus）。

## 研究

### 箕模族
由於箕模族在來義部落中佔有優勢的貴族領導地位，且邏發尼耀家族本身就是箕模族的後代、在傳說中還是箕模族的頭目家族，因此巴布蘭和沙魯某遮的傳說也被視為箕模族起源傳說（或歷史）的一部分。

### 地點
過去在針對箕模族的研究中，一直有箕模族的祖先的起源地是在佳基拉但安和比納福恩阿佔安（Pinavavengqatsan，位於今台東縣境內）的爭議，而巴布蘭和沙魯某遮的傳說在一定程度上證明了比納福恩阿佔安的說法，佳基拉但安只是建立家業或最初部落的地方。